# Pippi Långstrump (bok)
Pippi Långstrump är en roman av Astrid Lindgren som publicerades den 26 november 1945. Den handlar om Pippi Långstrump, hennes husdjur och hennes vänner.

## Bakgrund
Vintern 1941 var Lindgrens sjuåriga dotter Karin sjuk i lunginflammation och sade till sin mor att hon ville höra en berättelse om Pippi Långstrump. Lindgren började berätta och berättelserna om Pippi roade både Karin och hennes vänner. När Lindgren en dag i mars 1944 stukade foten var hon tvungen att hålla sig i stillhet och under den tiden skrev hon ned berättelserna. Vid Karins tioårsdag i maj 1944 fick hon de nedskrivna berättelserna i present.
Lindgren skickade 1944 in manuset till Bonniers förlag, men efter en viss tvekan hos förläggaren Gerard Bonnier blev hon refuserad. Lindgren gjorde därefter en omarbetning. I den ursprungliga version var Pippi betydligt elakare: när Pippi kommer till skolan lägger hon huvudet på bänklocket och säger åt fröken: "Väck mig när du har förmanat färdigt". Andra skillnader är att Pippis skrönor är mer nonsensartade och det finns mer av absurda verser. När Pippi brottas med Starke Adolf hette det ursprungligen: "Bra, bra, min käcke gosse du, håll ut en stund ännu" som är Sandels kända maning till Sven Dufva ur Fänrik Ståls sägner. Detta har bytts ut mot: "Tiddelipom och piddelipej", ett citat ur Nalle Puh.
När bokförlaget Rabén & Sjögren utlyste en barnbokstävling den 28 januari 1945 skickade Lindgren in det omarbetade manuset. Efter att tävlingstiden gick ut den 1 augusti gick tävlingsjuryn, lärarinnan Gärda Chambers, författaren Gösta Knutsson, bibliotekarien Elsa Olenius och förlagsdirektör Hans Rabén, igenom de inskickade manusen.
Efter att juryn hade beslutat att Lindgren vunnit första pris gav förläggaren Hans Rabén i uppdrag till den danska konstnären Ingrid Vang Nyman att illustrera boken. I slutet av november 1945 låg boken på bokhandelsdiskarna.
Följande år publicerades uppföljaren Pippi Långstrump går ombord och 1948 kom Pippi Långstrump i Söderhavet. Boken har också filmatiserats minst två gånger: Pippi Långstrump (1949) och Pippi Långstrump (1969).

## Detaljerat referat

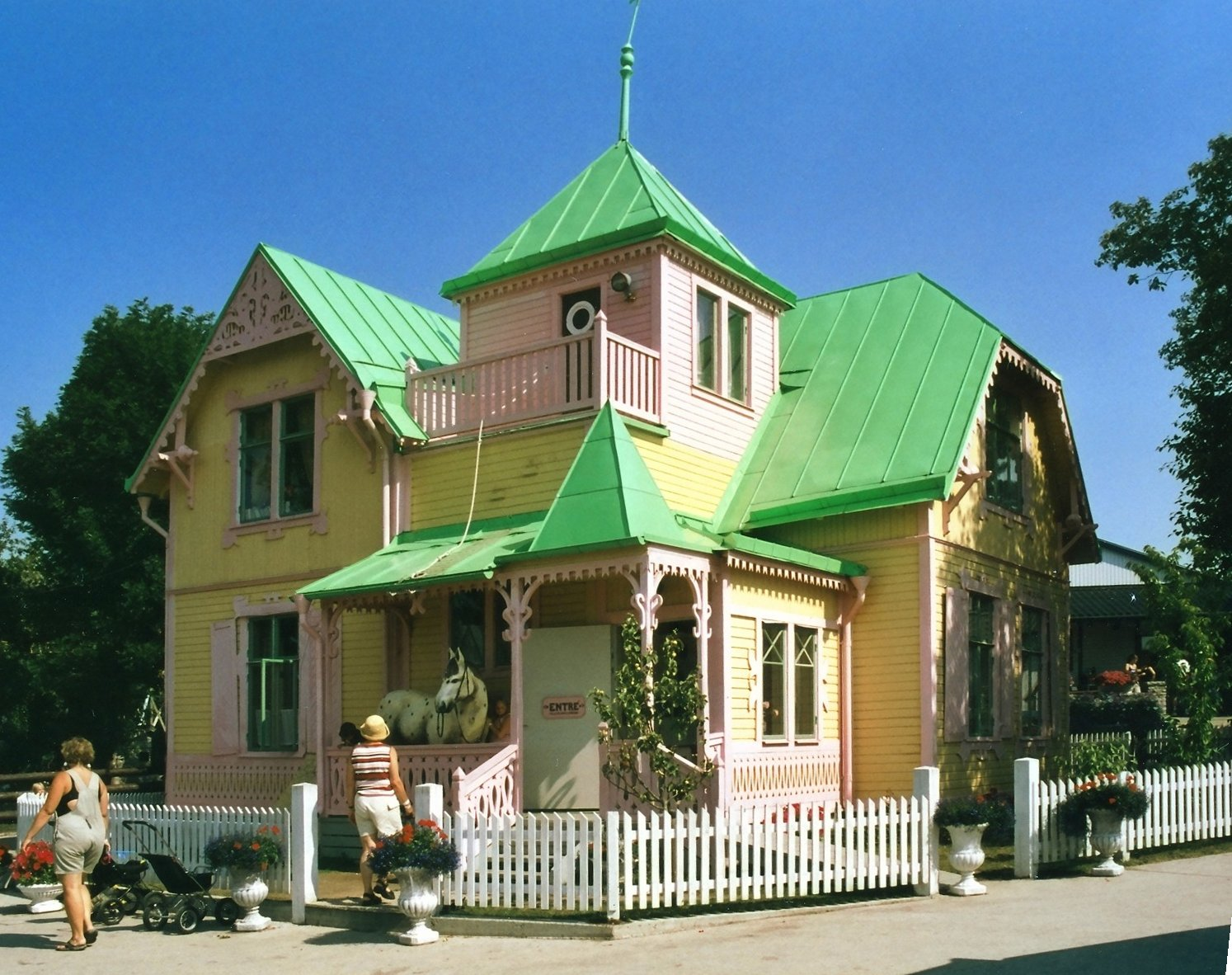
Villa Villekulla.

Nioåriga Pippi har flyttat in i ett gammalt hus, Villa Villekulla, i utkanten av en liten stad. Hon bor där helt ensam, eftersom hennes pappa, sjökapten Efraim Långstrump, försvann när han spolades överbord i en storm och hennes mamma dog när Pippi bara var en liten bebis. Men Pippi tror att hennes mamma nu sitter som en ängel på ett moln och kikar ned på henne då och då. Inte heller är hon särskilt oroad över sin pappa utan tror att han flutit i land på en söderhavsö och blivit söderhavskung.
Som tur var hade hennes pappa köpt huset för många år sedan. När Pippi mönstrade av fartyget tog hon med sig en apa, Herr Nilsson, och en kappsäck full med guldpengar. När hon flyttade in köpte hon också en häst som får bo på verandan. Pippi tyckte ganska bra om att bo ensam för då var det ingen som tjatade på henne att hon skulle gå och lägga sig eller tvingade henne att äta fiskleverolja när hon hellre ville ha karameller.
Bredvid Villa Villekulla ligger ett annat hus och där bor två skötsamma syskon, Tommy och Annika. De förundras när de första gången får se Pippi: klädd i en blåröd klänning med en brun och en svart strumpa och ett par skor som är dubbelt så långa som hennes fötter. Hennes röda hår är uppsatt i två hårda flätor som sticker rakt ut och på kinderna har hon massor av fräknar. Ute på vägen håller Pippi på att gå baklänges och när de frågar varför svarar hon: Vi lever väl i ett fritt land och berättar: "Förresten ska jag säja dej, att i Egypten går alla människor på det här viset, och ingen tycker, att det är det minsta konstigt".
Pippi bjuder in Tommy och Annika på frukost. Hon gör pannkaka åt dem medan hon berättar om Brasilien där alla människor går omkring med äggula i håret. Hon ger dem också varsin present: Tommy får en liten kniv med skaft av pärlemor och Annika en ring med en grön sten.
Nästa dag är de sakletare, och Pippi hittar snabbt ett kap: en gammal rostig plåtburk. En sådan går det nämligen att lägga kakor i och då blir det en trevlig "Burk Med Kakor", och det är ju alltid bra att ha. De får se hur ett pojkgäng ger lille Ville stryk, och Pippi ingriper snabbt: hon är nämligen världens starkaste flicka och de elaka pojkarna blir snabbt upplyfta i ett träd. De fortsätter sedan att leta saker i Pippis trädgård: Tommy hittar en anteckningsbok med läderpärmar och en fin penna och Annika hittar ett rött korallhalsband.
En dag kommer två poliser hem till Pippi när hon sitter och dricker kaffe med Tommy och Annika. Många i staden hade reagerat på att en 9-åring bodde ensam i ett hus och inte gick i skolan. Poliserna förklarar för Pippi att hon måste bo på ett barnhem, men Pippi förklarar att hon redan bor i ett barnhem: sitt eget hus (med vilket hon menar att är barn, och huset hennes hem). Därefter jagar de henne upp på taket, men Pippi hoppar ned och tar bort stegen. När de till slut kommer ned bär Pippi ut dem på vägen, och bjuder dem på pepparkakor innan de försvinner.
Tommy och Annika tyckte det var synd att Pippi inte gick i skolan, och när de berättar om jul-, påsk- och sommarlovet blir Pippi intresserad. Nästa dag dyker Pippi upp i den lilla skolan: "Hejsvejs", hojtade Pippi och svängde sin stora hatt. "Kommer jag lagom till pluttifikationen?" När fröken försöker få veta om Pippis förkunskaper ger Pippi bara nonsenssvar. Sedan bestämmer fröken att alla ska teckna men Pippi började rita på golvet när papperet tar slut. Fröken skickar ut de andra barnen på rast och förklarar att Pippi har uppfört sig illa och att Pippi kanske skulle återkomma till skolan när hon blivit lite äldre.
En dag ger sig Pippi, Tommy och Annika ut på utflykt. Pippi är en hejare på att laga mat och tar med smörgåsar med köttbullar, pannkakor, stekt korv och ananaspudding som hon dukar upp i en glänta. När Tommy korsar en äng blir han anfallen av en ilsken tjur. Pippi blir arg och bryter av hornen på tjuren och rider därefter omkring på den en stund. Till slut tröttnar tjuren och lägger sig och sover istället. Det är dags att gå hem och de tre vandrar hem och sjunger en sång, I sommarens soliga dagar.
En dag kommer en cirkus till staden och Pippi går dit med Tommy och Annika. Hon har aldrig varit på cirkus förut och blir helt förtjust, hon klappar i händerna och hoppar upp och ned i stolen av förtjusning. När cirkusprinsessan Miss Carmencita rider omkring i manegen stående på hästryggen kastar sig även Pippi upp bakom henne. När det är dags för lindanserskan Elvira klättrar Pippi upp och gör egna konster. När det är dags för Starke Adolf att uppträda erbjuder cirkusdirektören 100 kronor till den som kan brotta ner Adolf. Pippi vill förstås, brottar ner Adolf utan problem men struntar i hundralappen.
En höstkväll får Pippi besök av två luffare, Dunder-Karlsson och Blom, just när hon sitter på golvet och räknar sina guldpengar. De kommer tillbaka på natten, när de tror att Pippi har somnat. Snabbt hittar de kappsäcken med guldpengarna, men då har Pippi vaknat och tar tillbaka den. När luffarna förstår hur stark hon är blir de rädda, men Pippi tvingar Dunder-Karlsson att dansa schottis med henne medan Blom spelar på kam. Ända fram till klockan 3 på natten dansar de innan Pippi plockar fram bröd, ost, skinka och mjölk. Luffarna äter sig proppmätta, och innan de går får de varsin guldpeng.
En dag blir Pippi bjuden på kafferep hos Tommy och Annikas mamma. När Pippi kommer dit kysser hon de fina damerna som också är bjudna på kinden, sätter sig på bästa platsen och tar ett jättelass med kakor. När hon snabbt ätit upp alla kakor doppar hon ansiktet i gräddtårtan och äter sedan upp den alldeles själv. Strösockret strör hon ut på golvet.
Till slut får mamma Settergren still på Pippi och hon får sitta med Tommy och Annika istället. När de fina tanterna börjar klaga på sina hembiträden blir de avbrutna av Pippi som berättar en rövarhistoria om sin mormors hembiträde Malin. Till slut blir fru Settergren riktigt arg och säger åt Pippi att hon aldrig mer får komma dit. Pippi börjar gråta fast när de fina damerna ska gå fortsätter hon berättelsen om Malin hela vägen ut.
En dag när Pippi rider in till staden får hon se att ett trevåningshus står i brand. På översta våningen står två små pojkar som inte kan komma ned. Brandbilens stege når inte så högt men Pippi klättrar upp i ett träd utanför huset och räddar de två barnen.
En dag i november blir Tommy och Annika bjudna på Pippis födelsedagsfest. Pippi får en speldosa i present som spelar Ack,du käre Augustin och märkligt nog har Pippi köpt presenter till Tommy och Annika: Tommy får en flöjt av elfenben och Annika en brosch. Efter att ha ätit choklad och kakor leker de "Inte stöta golvet". När de har gjort det en stund går de upp på vinden för att hälsa på spökena. Spökena är tyvärr inte där just då men Pippi hittar sin pappas sjömanskista. Pippi tar med sig pappas pistoler ned till köket så att de kan leka pirater. Men just då kommer Tommy och Annikas pappa för att hämta dem eftersom det är läggdags för länge sedan. Innan de går hem får de varsin pistol av Pippi och när de går nedför trädgårdsgången skriker Pippi efter dem: "Jag ska bli sjörövare när jag blir stor. Ska ni det?".

## Kritik
När boken Pippi Långstrump publicerades var kritiken positiv och välvillig:
| ”                                         | Ett verkligt fynd bland årets barnböcker är "Pippi Långstrump" av Astrid Lindgren. Boken erhöll första pris i förlagets pristävlan om barnböcker och det var den sannerligen värd. En så frisk, originell och genomrolig barnbok som Pippi Långstrump har inte undertecknad läst på mycket länge. | „ |
| – Emmy Reventberg i Norrköpings Tidningar | |   |

Några recensenter gav också positiv kritik av Ingrid Vang Nymans teckningar:
| ”                                                      | Kommer Pippi Långstrump en gång att räknas till de klassiska barnböckerna - vilket inte är uteslutet - så kommer den att vara lika sammanväxt med illustrationerna som Andersens sagor med Pedersens teckningar för en äldre generation. Ingrid Nyman heter konstnärinnan, ett fynd som det säkert inte dröjer länge förrän förlagen slåss om | „ |
| – Gallie Åkerhielm (sign. Gattina) i Morgon-Tidningen. | |   |

Efter att den andra Pippi-boken, Pippi Långstrump går ombord publicerades inleddes en debatt av författaren John Landquist, som ansåg att böckerna om Pippi var riktigt dåliga, "något obehagligt, som krafsar på själen". På tidningarnas insändarsidor var det många som höll med honom.

## Utgåvor på olika språk
Direktören för Rabén & Sjögren, Hans Rabén, kände sedan krigstiden Arne Damm som ägde det norska bokförlaget Damm & Søn och det var på så vis Norge blev det första land där boken blev översatt, 1946. Samma år kom också den första danska utgåvan på det lilla bokförlaget Skandinavisk Bogforlag. I Danmark har det blivit så att två olika förlag har rätten till Lindgrens böcker: Gyldendals förlag och Kroghs.
I Tyskland publiceras Lindgrens böcker av förlaget Oetinger. Förlaget grundades 1946 och var då inriktat på ekonomisk och sociologisk litteratur. När ägaren Friedrich Oetinger var på besök i Stockholm 1949 för att träffa Gunnar Myrdal, fick han i en bokhandel höra talas om Pippi Långstrump, och tog snabbt kontakt med förlaget för att skaffa sig utgivningsrätten på tyska. Då hade redan fem tyska förlag tackat nej när Rabén & Sjögren hade försökt sälja Pippi Långstrump. För Oetinger blev detta starten på en stor succé: förlaget bytte snart inriktning, och satsade helt på barnböcker. Med tiden blev företaget Tysklands största barnboksförlag.
I USA publicerades boken för första gången år 1950.
1951 kom den första upplagan av Pippi på franska från förlaget Hachette. Den första utgåvan, översatt av Marie Loewegren, är ett hopkok av de två första böckerna, förlaget har plockat bort fyra kapitel och kortat ned texten. 1993 skrev lektorn i franska Christina Heldner om den dåliga franska översättningen, något som ledde till att Hachette 1995 gav ut en nyöversattning av alla tre böckerna.

### Titlar (endast urval)
(Titel, utgivningsort: förlag, år, namn på illustratören. Ordnat efter år för första utgåva. Källor: )
- Svenska: Pippi Långstrump, Stockholm: Rabén & Sjögren, 1945. Illustrerad av Ingrid Vang Nyman
- Danska: Pippi Langstrømpe, Odense: Skandinavisk bogforlag, 1946. Illustrerad av Ingrid Vang Nyman
- Finska: Peppi Pitkätossu, Borgå/Helsingfors: Söderströms, 1946. Illustrerad av Ingrid Vang Nyman
- Norska: Pippi Langstrømpe, Oslo:Damm, 1946. Illustrerad av Alice Midelfart
- Isländska: Lína Langsokkur, Akureyri: Félagsútgáfan, 1948
- Tyska (Västtyskland): Pippi Langstrumpf, Hamburg: Oetinger, 1949. Illustrerad av Walter Scharnweber
- Engelska (USA): Pippi Longstocking, New York: Viking, 1950. Illustrerad av Louis S. Glanzman
- Franska: Fifi Brindacier, Hachette, 1951
- Nederländska: Pippi Langkous, Assen: Born, 1952
- Tyska (Österrike): Pippi Langstrumpf, Wien: Buch-Gemeinschaft Jung-Donauland, 1954. Illustrerad av Walter Scharnweber och Anton Marek
- Engelska (Storbritannien): Pippi Longstocking, London: Oxford University Press, 1954. Illustrerad av Richard Kennedy
- Slovenska: Pika Nogavicka, Mladinska knjiga, 1958
- Italienska: Pippi Calzelunghe, Vallecchi, 1958
- Polska: Pippi Pończoszanka, Warszawa: Nasza księgarnia, 1961. Illustrerad av Zbigniew Piotrowski
- Spanska: Pippa Mediaslargas. Barcelona: Juventud, 1962. Illustrerad av Richard Kennedy
- Japanska: Ochame-na Pippi, Tokyo: Kodansha, 1963. Illustrerad av Shigeru Kosaka
- Serbokroatiska: Pipi dugačka čarapa, Belgrad: Mlado pokolenje, 1963. Illustrerad av Saśa Miśić
- Estniska: Pipi Pikksukk, Tallinn: Eesti Raamat, 1968.
- Slovakiska: Pippi dlhá pančucha, Bratislava: Mladé letá, 1968. Illustrerad av Karel Teissig
- Bulgariska: Пипи Дългото чорапче (Pippi Dalgoto Tjoraptje) Narodina Mladeż, 1968. Illustrerad av Ingrid Vang Nyman
- Afrikaans: Pippi Langkous, Human & Rousseau, 1970
- Persiska: Pipī Ğūrāb-baland, Teherean: Kitābhā-ji ğǐb, 1971. Illustrerad av Richard Kennedy
- Portugisiska (Brasilien): Bibi Meia-Longa, Rio de Janeiro: Edições de Ouro, 1973. Illustrerad av Lúcia Machado de Almeida
- Turkiska: Pippi Uzunçorap ıssız köşkte, Arkadaş kitaplar, 1975
- Ukrainska: Пеппі Довгапанчоха (Peppi Dovhapantjocha), Київ: Веселка (Kyiv: Veselka), 1977. Illustrerad av Nina Kotel, Ihor Vyshyns'kyi
- Grekiska: Pipe Phakidomyte, Metope, 1978
- Kymriska: Pippi Hosan-hir, Gwasg y dref wen, 1978
- Ryska: Пеппи Длинныйчулок (Peppi Dlinnyjtjulok), Moskva: Детская литература (Detskaja literatura), 1982; Пиппи Длинныйчулок (Pippi Dlinnyjtjulok), Petrozavodsk: Карелия (Karelia), 1993
- Indonesiska: Pippi Si Kaus Penjang, PT Gramedia, 1982
- Koreanska: Malkwallyangi Ppippi, Chongno sojok, 1982
- Katalanska: Pippi Calcesllargues, Juventud, 1982
- Makedonska: Pipi dolgiot carap, Detska radost, 1990
- Litauiska: Pepė Ilgakojinė, 1990
- Singalesiska: Pipi Digames, V. Gunaratna, 1991
- Färöiska: Pipi Langsokkur, Førøya lærarafelags, 1993
- Kinesiska: China Times, 1994
- Thai: Pippi Thung-taow Yaow, Amarin 1994
- Baskiska: Pippi Kaltzaluze, Elkar, 1995
- Arabiska: Jiñan fi bayt ya layta, Dar Al-Muna, 1996
- Rumänska: Egmont, 1996
- Belarusiska: Піпі Доўгаяпанчоха (Pipi Douhajapantjocha), Мінск: Зміцер Колас (Minsk: Zmitser Kolas), 2008. Illustrerad av Ingrid Vang Nyman
- Kildinsamiska: Та̄рьенч Кукесьсуххк (Taarjentj Kukessuhk), Мурманск: Рекорд (Murmansk: Rekord), 2013. Redigerad av Elisabeth Scheller, Illustrerad av Ingrid Vang Nyman
- Galiciska: Pippi Mediaslongas, Pontevedra: Kalandraka, 2017. Illustrerad av Ingrid Vang Nyman
- Persiska: Pippi jurab boland. Peydayesh publisher, Teheran, Iran 2017. Översättare: Taher Jambarsang, ISBN 978-600-296-545-5
- Skotsk gaeliska: Pippi Fhad-stocainneach. Akerbeltz, 2018 , ISBN 9781907165313